# Δ13C

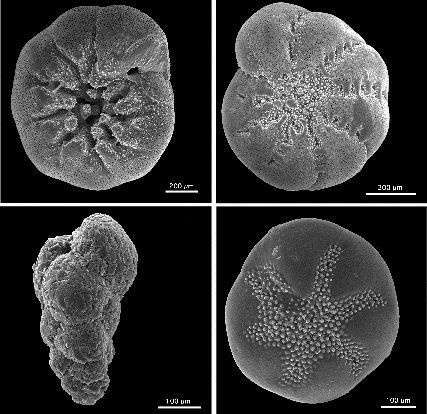
Spécimens de foraminifères benthiques (vue ventrale).

δ13C (prononcé « delta treize C » ou plus souvent « delta C treize ») est une notation commode du rapport 13C/12C des nombres d'atomes de carbone 13 et de carbone 12 dans un échantillon. δ13C est très utilisé en géochimie, en paléoclimatologie et en paléocéanographie,.

## Définition
δ13C est la variation relative du rapport 13C/12C entre une référence (un standard) et l'échantillon considéré, exprimée généralement en millièmes :
δ13C = {\displaystyle 1\,000\left[{\frac {\left(^{13}\!\mathrm {C} /^{12}\!\mathrm {C} \right)_{\text{échantillon}}}{\left(^{13}\!\mathrm {C} /^{12}\!\mathrm {C} \right)_{\text{référence}}}}-1\right]}
Remarque : une expression telle que δ13C = −25 est conforme à la définition ci-dessus, mais on trouve aussi écrit δ13C = −25 ‰. Les deux expressions sont en pratique équivalentes (vu la faible amplitude des variations observées, une erreur d'ordre de grandeur d'un facteur 1 000 est tout à fait improbable), mais en toute rigueur la seconde signifie que δ13C a été défini sans le facteur 1 000 (car −25 ‰ = −0,025).
La référence classique est la Pee Dee Belemnite (PDB), la coquille d'une belemnite fossile du Crétacé, provenant de la formation de Peedee en Caroline du Sud. En fait cet échantillon présente un rapport 13C/12C anormalement élevé (0,0112372), si bien que la plupart des matériaux naturels ont un δ13C négatif. Un échantillon de rapport 13C/12C = 0,010743 aura ainsi un δ13C de (0.010743/0.0112372 − 1)*1000 = −44. D'autres références, notamment la Vienna PDB (VPDB), ont aujourd'hui remplacé l'originale. Les références sont également utilisées pour vérifier la justesse des spectromètres de masse.

## Causes des variations deδ13C
δ13C évolue dans le temps comme une fonction de la productivité primaire, de l'enfouissement du carbone et du type de végétation. Les  processus biologiques absorbent préférentiellement l'isotope le plus léger au travers du processus de fractionnement cinétique. Certains processus abiotiques fonctionnent de la même manière, ainsi le méthane provenant des évents hydrothermaux.
Le méthane a une valeur très basse en ce qui concerne δ13C : méthane d'origine biologique −60 ‰, méthane d'origine thermique −40 ‰. L'émission de grandes quantités d'hydrate de méthane est susceptible d'influencer le δ13C, comme à l'occasion du maximum thermique du passage Paléocène-Éocène.
Plus communément, le ratio est influencé par les variations de la productivité primaire et de l'enfouissement des matières organiques. Les organismes captent préférentiellement le carbone 12C, plus léger, et présentent un δ13C de −25‰, dépendant cependant de leur voie métabolique. Par conséquent, une élévation du δ13C dans les fossiles marins indique une augmentation de la quantité de végétation. 
Les plantes utilisant la voie métabolique de fixation du carbone en C3 et celles utilisant la voie C4 ont des signatures différentes, permettant de détecter l'abondance des plantes C4 au travers du temps grâce aux valeurs du δ13C. Alors que les plantes C4 ont une valeur de δ13C comprise entre -16 et -10 ‰, les plantes C3 ont un indice variant entre -33 et -24 ‰.
Une augmentation de la productivité primaire entraîne une croissance proportionnelle du δ13C, car les plantes captent plus de 12C.
Les extinctions massives sont souvent corrélées avec une anomalie négative du δ13C, liée à une diminution de la productivité primaire et de la libération de carbone d'origine végétale.
L'évolution des grandes plantes terrestres durant le Dévonien tardif a conduit à une augmentation de l'enfouissement de carbone organique et par conséquent à une augmentation du δ13C.